# Paula Müntzing
Anna Paula Johanna Müntzing, född 17 juni 1890 i Norge, död 1 februari 1967 i Göteborg, var en svensk musiklärare och rytmikpedagog i Göteborg. Hon har bland skrivit melodin till Luciasången God morgon, mitt herrskap.
Müntzing är begravd på Östra kyrkogården i Göteborg.

### Fotnoter
1. 1 2  Levande musikarv, Levande Musikarv-ID: muntzing-paula, läs online, läst: 14 februari 2022.[källa från Wikidata]
2. 1 2 3 4  Sveriges dödbok 1830–2020, åttonde utgåvan, Sveriges Släktforskarförbund, november 2021, läst: 14 februari 2022.[källa från Wikidata]
3. ↑  Présence Compositrices.[källa från Wikidata]
4. ↑  ”Lucia-visa”. https://www.yumpu.com/sv/document/read/36741591/munzing-lucia-sstpf. Läst 18 december 2012.
5. ↑  SvenskaGravar